# Faysal Shayesteh
Faysal Shayesteh (n. Kabul, 10 de junio de 1991) es un futbolista afgano que juega en la demarcación de centrocampista que actualmente juega en el Sreenidi Deccan FC de la I-League.

## Selección nacional
Debutó con la selección de fútbol de Afganistán el 13 de abril de 2014 en un partido amistoso contra Kirguistán. Su primer gol con la selección lo marcó en su segundo partido con el equipo, en un encuentro amistoso contra Kuwait. Además formó parte del combinado afgano que participó en los Juegos Asiáticos de 2014.

## Clubes
| Club                         | País         | Año       | Partidos | Goles |
| ---------------------------- | ------------ | --------- | -------- | ----- |
| PFC Etar 1924 Veliko Tarnovo | Bulgaria     | 2013      | 10       | 1     |
| Songkhla United FC           | Tailandia    | 2014-2015 | 23       | 7     |
| Pahang FA                    | Malasia      | 2016-2017 | 10       | 1     |
| Paykan FC                    | Irán         | 2017      | 5        | 0     |
| Gokulam Kerala FC            | India        | 2017      | 1        | 0     |
| Lampang FC                   | Tailandia    | 2018      | 11       | 1     |
| Air Force Central FC         | Tailandia    | 2019      | 11       | 0     |
| Lampang FC                   | Tailandia    | 2019-2020 | 10       | 1     |
| VV DUNO                      | Países Bajos | 2020-2022 | 30       | 3     |
| Sreenidi Deccan FC           | India        | 2022-     | 50       | 6     |